# Championnat du Brésil de football de deuxième division 2022
Navigation
Série B 2021 Série B 2023
La saison 2022 de Série B est la quarante-deuxième édition de du championnat du Brésil de football de deuxième division, qui constitue le deuxième échelon national du football brésilien et oppose vingt clubs professionnels, à savoir les douze clubs ayant terminé entre la 5e et la 16e place lors de la Série B 2021, ainsi que quatre clubs relégués de Série A 2020 et quatre clubs promus de Série C.

## Organisation
Le championnat débute le 8 avril 2022 et se clôt le 6 novembre 2022. Il comprend 38 journées, les clubs s'affrontant deux fois en matches aller-retour.

## Compétition

### Règlement
L'article 12 du chapitre III du règlement général des compétitions de la CBF définit la distribution des points tel que suit :
- 3 points en cas de victoire
- 1 point en cas de match nul
- 0 point en cas de défaite

En cas d'égalité, l'article 9 du chapitre IV du règlement spécifique à la Série B de la CBF départage les équipes selon les critères suivants dans cet ordre :
- Nombre de matchs gagnés
- Différence de buts générale
- Nombre de buts marqués
- Confrontations directes : Le match aller et le match retour sont alors considérés comme un seul et unique match de 180 minutes. En cas d'égalité sur l'ensemble de ces deux matches, il n'est pas donné d'avantage au plus grand nombre de buts marqués à l'extérieur et on procède alors à l'examen des critères suivants.
- Nombre de cartons rouges reçus
- Nombre de cartons jaunes reçus
- Tirage au sort

## Participants
| Club                 | Ville          | Entraîneur         |
| -------------------- | -------------- | ------------------ |
| Grêmio Porto Alegre  | Porto Alegre   | Renato Gaúcho      |
| EC Bahia             | Salvador       | Eduardo Barroca    |
| Sport Recife         | Recife         | Claudinei Oliveira |
| Chapecoense          | Chapecó        | Gilmar Dal Pozzo   |
| CSA                  | Maceió         |                    |
| Guarani FC           | Campinas       | Mozart             |
| CRB                  | Maceió         |                    |
| Náutico Capibaribe   | Recife         | Dado Cavalcanti    |
| Vila Nova FC         | Goiânia        |                    |
| Vasco da Gama        | Rio de Janeiro | Jorginho           |
| Ponte Preta          | Campinas       | Hélio dos Anjos    |
| Operário Ferroviário | Ponta Grossa   |                    |
| Brusque FC           | Brusque        | Gilson Kleina      |
| Cruzeiro EC          | Belo Horizonte | Paulo Pezzolano    |
| Sampaio Corrêa       | São Luís       | Léo Condé          |
| Londrina EC          | Londrina       | Adílson Batista    |
| Ituano FC            | Itu            | Carlos Pimentel    |
| Tombense FC          | Tombos         | Bruno Pivetti      |
| Criciúma EC          | Criciúma       | Cláudio Tencati    |
| Grêmio Novorizontino | Novo Horizonte | Mazola Júnior      |

### Classement
| Rang | Équipe                 | Pts | J  | G  | N  | P  | Bp | Bc | Diff |
| ---- | ---------------------- | --- | -- | -- | -- | -- | -- | -- | ---- |
| 1    | Cruzeiro EC            | 78  | 38 | 23 | 9  | 6  | 57 | 26 | +31  |
| 2    | Grêmio Porto Alegre R  | 65  | 38 | 17 | 14 | 7  | 50 | 26 | +24  |
| 3    | Vasco da Gama          | 64  | 38 | 17 | 11 | 10 | 48 | 36 | +12  |
| 4    | EC Bahia R             | 62  | 38 | 17 | 11 | 10 | 43 | 29 | +14  |
| 5    | Sampaio Corrêa         | 58  | 38 | 16 | 10 | 12 | 48 | 42 | +6   |
| 6    | Ituano FC P            | 57  | 38 | 15 | 12 | 11 | 42 | 34 | +8   |
| 7    | Sport Recife R         | 56  | 38 | 15 | 12 | 11 | 37 | 31 | +6   |
| 8    | Criciúma EC P          | 56  | 38 | 14 | 14 | 10 | 43 | 31 | +12  |
| 9    | Londrina EC            | 53  | 38 | 14 | 11 | 13 | 36 | 37 | -1   |
| 10   | Guarani FC             | 51  | 38 | 13 | 12 | 13 | 33 | 36 | -3   |
| 11   | CRB                    | 50  | 38 | 13 | 11 | 14 | 35 | 43 | -8   |
| 12   | Ponte Preta            | 49  | 38 | 12 | 13 | 13 | 34 | 36 | -2   |
| 13   | Vila Nova FC           | 47  | 38 | 9  | 20 | 9  | 28 | 31 | -3   |
| 14   | Chapecoense R          | 45  | 38 | 11 | 12 | 15 | 37 | 39 | -2   |
| 15   | Tombense FC P          | 45  | 38 | 10 | 15 | 13 | 38 | 47 | -9   |
| 16   | Grêmio Novorizontino P | 44  | 38 | 11 | 11 | 16 | 44 | 49 | -5   |
| 17   | CSA                    | 42  | 38 | 9  | 15 | 14 | 29 | 37 | -8   |
| 18   | Brusque FC             | 34  | 38 | 8  | 10 | 20 | 21 | 38 | -17  |
| 19   | Operário Ferroviário   | 34  | 38 | 7  | 13 | 18 | 31 | 53 | -22  |
| 20   | Náutico Capibaribe     | 30  | 38 | 8  | 6  | 24 | 32 | 65 | -33  |

| Légende : Qualifications et relégations | Légende : Qualifications et relégations                     |
| --------------------------------------- | ----------------------------------------------------------- |
|                                         | 1er, 2e, 3e et 4e du championnat : Promotion en Série A     |
|                                         | 17e, 18e, 19e et 20e du championnat : Relégation en Série C |
|                                         | R : Relégué de Série A P : Promu de Série C                 |

## Bilan de la saison
| Championnat du Brésil de football de deuxième division 2022 |                            |
| Champion                                                    | Cruzeiro EC (1er titre)    |
| Promotions et relégations                                   |                            |
| Promus en Championnat du Brésil de football 2023            | Cruzeiro EC                |
| Promus en Championnat du Brésil de football 2023            | Grêmio Porto Alegre        |
| Promus en Championnat du Brésil de football 2023            | Vasco da Gama              |
| Promus en Championnat du Brésil de football 2023            | EC Bahia                   |
| Relégués en Championnat du Brésil de football D2 2023       | Ceará SC                   |
| Relégués en Championnat du Brésil de football D2 2023       | Atlético Goianiense        |
| Relégués en Championnat du Brésil de football D2 2023       | Avaí FC                    |
| Relégués en Championnat du Brésil de football D2 2023       | EC Juventude               |
| Promus en Championnat du Brésil de football D2 2023         | Mirassol FC                |
| Promus en Championnat du Brésil de football D2 2023         | ABC                        |
| Promus en Championnat du Brésil de football D2 2023         | Botafogo de Ribeirão Preto |
| Promus en Championnat du Brésil de football D2 2023         | EC Vitória                 |
| Relégués en Championnat du Brésil de football D3 2023       | CSA                        |
| Relégués en Championnat du Brésil de football D3 2023       | Brusque FC                 |
| Relégués en Championnat du Brésil de football D3 2023       | Operário Ferroviário       |
| Relégués en Championnat du Brésil de football D3 2023       | Náutico Capibaribe         |